# Sebastián Valenzuela
Sebastián Andrés Valenzuela Agüero (Valparaíso, 14 de septiembre de 1977) es un abogado y político chileno. Desde enero de 2020 hasta marzo de 2022, se desempeñó como subsecretario de Justicia bajo el segundo gobierno del presidente Sebastián Piñera.

## Familia y estudios
Nacido en la comuna de Valparaíso, es hijo de Juan Renato Valenzuela Ugarte y Carmen Teresa Agüero Piwonka. Realizó sus estudios superiores en la carrera de derecho en la Pontificia Universidad Católica de Valparaíso (PUCV), y luego cursó un magíster en derecho penal y en ciencias penales de esa casa de estudios.
Está casado y es padre de tres hijos.

## Carrera profesional
En el ámbito docente, a lo largo de su carrera profesional se ha desempeñado como profesor de derecho penal y derecho procesal en distintas universidades, además de haber impartido clases en la Academia Judicial, y en Escuelas de Formación Judiciales y Penitenciarias Latinoamericanas.
Entre 2006 y 2010 realizó labores como Defensor Penal Público (DPP).
Durante el primer gobierno de Sebastián Piñera, entre 2010 y 2013, se desempeñó como jefe de la División de Reinserción Social del entonces Ministerio de Justicia; y entre 2013 y marzo de 2014 ejerció como subsecretario de Justicia, en calidad de subrogante (s).
Paralelamente, entre 2012 y 2013 fue secretario ejecutivo de la Comisión Coordinadora del Sistema de Justicia Penal.
Durante el segundo gobierno de Sebastián Piñera, entre marzo de 2018 y junio de 2019 se desempeñó como jefe de la División Jurídica del nuevo Ministerio de Justicia y Derechos Humanos. Asimismo, el 19 de diciembre de 2019 fue designado por el presidente Piñera como subsecretario de Justicia, cargo que se hizo efectivo el 1 de enero de 2020.